# Silvina Luna
Silvina Noelia Luna (Rosario, 21 giugno 1980 – Buenos Aires, 31 agosto 2023) è stata un'attrice televisiva argentina.

## Biografia
Originaria di Rosario, si è trasferita a Buenos Aires da ragazza e ha poi vissuto a Miami. Nel 2001 ha partecipato a Big Brother 2. Nel corso della sua vita ha lavorato come modella, attrice e personaggio televisivo. 
Nel 2011 si sottopone a un intervento di chirurgia estetica. Dopo questo trattamento ha sofferto per circa dieci anni di insufficienza renale. Si è spenta all'età di 43 anni nel 2023.

## Filmografia parziale
Televisione
- Poné a Francella - serie TV, 34 episodi (2002)
- El patrón de la vereda - serie TV, 49 episodi (2005)
- Gladiadores de Pompeya - serie TV, 23 episodi (2006)
- Son de Fierro - serie TV, 3 episodi (2007)
- El capo - serie TV, 28 episodi (2007)
- Ciega a citas - serie TV, 45 episodi (2009-2010)
- La Pelu - serie TV, 75 episodi (2012-2013)
- Ultimátum - serie TV, 10 episodi (2016)